# عنك (الفيوم)
قرية عنك هي إحدى القرى التابعة لمركز أطسا في محافظة الفيوم في جمهورية مصر العربية. حسب إحصاءات سنة 2006، بلغ إجمالي السكان في عنك 6018 نسمة، منهم 3090 رجل و2928 امرأة.